# Denuvo
Hệ thống chống bẻ khóa Denuvo, hay còn gọi tắt là Denuvo, là một công nghệ chống bẻ khóa được phát triển bởi công ty Denuvo Software Solution GmbH của Áo, một công ty được thành lập dưới sự quản lý của Sony DADC DigitalWorks.

## Công nghệ
Công nghệ Denuvo hoạt động theo phương thức liên tục mã hóa và giải mã chính nó để khiến việc bẻ khóa trở thành bất khả thi. Denuvo Software Solutions đã tuyên bố rằng công nghệ này "không liên tục mã hóa và giải mã bất kỳ dữ liệu trên phương tiện lưu trữ. Nếu làm như vậy sẽ không có lợi về mặt an ninh hay hiệu năng". Công ty đã không tiết lộ cách hệ thống Denuvo làm việc. Nhóm bẻ khóa nổi tiếng 3DM của Trung Quốc tuyên bố đã đánh bại được hệ thống Denuvo vào ngày 1 tháng 12 năm 2014. Nhóm cho rằng công nghệ này liên quan đến một "máy mã hóa 64-bit"  yêu cầu các khóa mật mã duy nhất cho các phần cứng cụ thể của mỗi hệ thống được cài đặt.
Sau này, vào đầu tháng 12, nhóm tiếp tục phát hành bản bẻ khóa cho Dragon Age: Inquisition, một game của Electronic Arts cũng sử dụng hệ thống Denuvo để bảo vệ truy cập trực tuyến DRM Origin. Tuy nhiên việc này mất gần một tháng, được xem là một khoảng thời gian dài cho game PC. Khi được hỏi về việc phát triển, Denuvo thừa nhận rằng "các game được bảo vệ trước sau gì cũng bị bẻ khóa". Ars Technica lưu ý rằng hầu hết các game đều mang lại doanh thu cao nhất trong vòng 30 ngày kể từ khi ra mắt, vậy nên các nhà sản xuất có thể xem Denuvo là biện pháp hiệu quả khi việc bẻ khóa một game trở nên lâu hơn đáng kể so với trước đây.
Vào tháng 1 năm 2016, 3DM thông báo rằng họ gần như đã bỏ cuộc với công việc bẻ khóa game Just Cause 3 được bảo vệ bằng Denuvo do những khó khăn bởi hệ thống này tạo nên. Họ cũng cảnh báo rằng, do xu hướng hiện nay trong công nghệ mã hóa, việc bẻ khóa game dường như trở nên bất khả thi trong vòng 2 năm. Thomas Goebl tin rằng một số game chỉ được phát hành trên hệ Console cũng sẽ được phát hành trên hệ PC trong tương lai nhờ công nghệ này. Và 3DM cũng xác nhận rằng họ sẽ dừng nghiên cứu về hệ thống Denuvo và ngừng bẻ khóa tất cả các game chơi đơn kể từ tháng 2 năm 2016 trong vòng một năm, bắt đầu trông đợi vào các nhóm bẻ khóa khác và xem rằng liệu doanh số bán game ở Trung Quốc có tăng hay không. Vài ngày sau, người thành lập 3DM "Bird Sister" tuyên bố rằng họ đã có biện pháp với hai phiên bản Denuvo mới nhất sử dụng trong Just Cause 3, Rise of the Tomb Raider và FIFA 16, và nói luôn rằng họ sẽ không bao giờ bỏ cuộc. Tuy nhiên, bản bẻ khóa sẽ không được phát hành chính thức.
Đầu tháng 8 năm 2016, có thông báo rằng bảo mật Denuvo trong trò chơi Doom đã bị vượt qua (bypassed) bởi một cracker tên Voksi. Vài ngày sau đó, hàng loạt các game được bảo vệ bởi Denuvo cũng đã bị vượt qua. Mặc dù những phần mềm bypass đó đã được patch 3 ngày sau khi bản bypass đầu tiên ra mắt, tin tức cho rằng 3 tựa game Rise of Tomb Raider, Inside và Doom đã bị bẻ khóa hoàn toàn bởi nhóm CONSPIR4CY (CPY) khi đã thành công trong việc vượt qua bảo mật Denuvo và patch phần còn lại của game.
Hãng Playdead đã bỏ Denuvo khỏi game Inside của họ trong các bản vá tiếp theo. id Software cũng bỏ Denuvo khỏi Doom qua một bản vá vào cuối tháng 12 năm 2016. Crytek cũng làm điều tương tự với game VR The Climb.
Ngày 29 tháng 1 năm 2017, tựa game Resident Evil 7: Biohazard đã bị bẻ khóa chỉ sau 5 ngày phát hành, biến nó trở thành tựa game có bảo mật Denuvo bị bẻ khóa nhanh nhất vào thời điểm đó. Ngày 7 tháng 5 năm 2017, hacker người Nga BALDMAN bẻ khóa 2 tựa game, được bảo mật bởi phiên bản Denuvo mới nhất Anti-Tamper là Nier: Automata và Sniper: Ghost Warrior 3. Ngày 4 tháng 6, MKDEV bẻ khóa Constructor HD, nhưng bản crack này gặp nhiều vấn đề và sau đó đã được cập nhật lại bởi CPY. Ngày 6 tháng 6, BALDMAN bẻ khóa thành công Tekken 7, chỉ 4 ngày sau khi phát hành bất chấp nó được bảo vệ bởi phiên bản Denuvo mới nhất lúc đó v4++.
Ngày 6 tháng 6 năm 2017, nhóm bẻ khóa ẩn danh STEAMPUNKS ra mắt Dishonored 2 với một phần mềm tạo bản quyền Denuvo ngoại tuyến (offline Denuvo license generator). Ngày 10 tháng 6, họ tiếp tục cho ra mắt Adr1ft và Planet Coaster với phần mềm tương tự. Những keygen phát hành bởi STEAMPUNKS đã bị cáo buộc pack bởi VMProtect, phần mềm này cũng được dùng bởi chính Denuvo. Sau đó, STEAMPUNKS đã ra mắt phần mềm tạo bản quyền cho hầu hết các game bảo mật bởi Denuvo v3. Trong một khoảng thời gian ngắn, bảo mật Denuvo trên các tựa game mới đã bị bẻ chỉ trong vòng vài giờ sau khi ra mắt, tuy nhiên điều này đã dừng lại vào thời điểm ra mắt Assassin's Creed Origins, tựa game đã được cập nhật bảo mật Denuvo với VMProtect. Tháng 2 năm 2018, nhóm CPY crack thành công Assassin's Creed Origins, sau khoảng 3 tháng kể từ ngày ra mắt. Bảo mật Denuvo của Final Fantasy XV cũng bị bypass 3 ngày trước khi ra mắt bởi 3DM bằng cách sử dụng file demo.exe và có một số người thậm chí đã chơi xong game crack trước ngày game chính thức ra mắt trên nền tảng PC.
Tháng 6 năm 2018 một cracker tên Voksi đã crack Football Manager 18 - game có sử dụng bảo mật Denuvo V4 (Bản đầu tiên hoạt động không ổn định với một số CPU đời cũ và Voksi đã fix nó bằng các bản cập nhật). Đầu tháng 7, Voksi crack Puyo Puyo Tetris trong 4 ngày. Sau đó, Voksi tiếp tục bẻ khóa 2 game có dùng Denuvo là Dragon Ball Fighter Z và Shining Resonance Refrain trong vòng 2 ngày (nhưng bản đầu tiên của Shining Resonance Refrain hoạt động không ổn định và bị crash. Voksi đã fix nó với sự giúp đỡ của BALDMAN)
Ngày 7 tháng 11 năm 2018, game Mega Man 11 đã bị hạ gục bởi FCKDRM. Ngày 11 tháng 11 năm 2018, tựa game bom tấn của Ubisoft là Assassin's Creed Odyssey đã bị nhóm cracker CPY đã bị crack thành công sau hơn 1 tháng cầm cự. Cùng ngày thì Hitman 2 bản Pre-oder cũng đã bị crack bởi FCKDRM.Cùng khoảng thơi gian này, Football Manager 2019 cũng đã thất thủ bởi FCKDRM

## Tranh cãi
Một số khách hàng đã cáo buộc rằng hệ thống Denuvo làm ảnh hưởng đến tuổi thọ của ổ cứng thể rắn (SSD) vì đã viết quá nhiều dữ liệu vào ổ. Denuvo Software Solutions phản hồi bằng tuyên bố "Hệ thống Denuvo không liên tục thay đổi việc ghi và đọc trên bất kỳ phương tiện lưu trữ nào. Những trò chơi bảo mật bởi Denuvo Anti-Tamper đề cập trong EULA rằng "các file của công nghệ anti-tamper có thể vẫn được lưu lại trong máy ngay cả khi trò chơi đã bị xóa khỏi máy của bạn."
Đã phát sinh một vấn đề với Denuvo trong tựa game Tekken 7, khi Katsuhiro Harada, đạo diễn của game, xác nhận rằng Denuvo ít nhiều đã gây nên hiện tượng tụt khung hình trong một số bản cập nhật gần đây, điều này khiến cộng đồng game thủ trở nên rất tức giận. Một vấn đề khác với Denuvo vào tháng 7 năm 2018 trong tựa game Sonic Mania Plus. Nhà phát triển Saga đã ra một bản cập nhật cho Sonic Mania bao gồm tính năng Denuvo anti-tamper tech. Và đã có phản hồi về việc tụt khung hình nặng từ phía người chơi.

## Danh sách những game được bảo vệ bởi Denuvo
Những game chính thức công nhận sử dụng hoặc được báo cáo sử dụng hệ thống Denuvo bao gồm:
| Tên game                             | Nhà phát hành                          | Nhà phát triển          | Ngày ra mắt | Nguồn               |
| ------------------------------------ | -------------------------------------- | ----------------------- | ----------- | ------------------- |
| FIFA 15                              | Electronic Arts                        | EA Canada               | 2014-09-23  | [ 1 ] [ 2 ]         |
| Lords of the Fallen                  | CI Games                               | CI Games                | 2014-10-28  | [ 1 ]               |
| Dragon Age: Inquisition              | Electronic Arts                        | BioWare                 | 2014-11-18  | [ 3 ] [ 4 ]         |
| Battlefield: Hardline                | Electronic Arts                        | Visceral Games          | 2015-03-17  | [ 5 ]               |
| Batman: Arkham Knight                | Warner Bros. Interactive Entertainment | Rocksteady Studios      | 2015-06-23  | [ 6 ]               |
| Mad Max                              | Warner Bros. Interactive Entertainment | Avalanche Studios       | 2015-09-01  | [ 7 ]               |
| Metal Gear Solid V: The Phantom Pain | Konami                                 | Kojima Productions      | 2015-09-01  | [ 7 ]               |
| FIFA 16                              | Electronic Arts                        | EA Canada               | 2015-09-22  | [ 8 ]               |
| Anno 2205                            | Ubisoft                                | Blue Byte               | 2015-11-03  | [ 9 ] [ 10 ]        |
| Star Wars Battlefront                | Electronic Arts                        | EA DICE                 | 2015-11-17  | [ 11 ]              |
| Just Cause 3                         | Square Enix                            | Avalanche Studios       | 2015-12-01  | [ 12 ]              |
| Rise of the Tomb Raider              | Square Enix                            | Crystal Dynamics        | 2016-01-28  | [ 13 ]              |
| Unravel                              | Electronic Arts                        | Coldwood Interactive    | 2016-02-09  | [ citation needed ] |
| Far Cry Primal                       | Ubisoft                                | Ubisoft Montreal        | 2016-02-23  | [ 14 ]              |
| Plants vs. Zombies: Garden Warfare 2 | Electronic Arts                        | PopCap Games            | 2016-02-23  | [ 15 ]              |
| Hitman                               | Square Enix                            | IO Interactive          | 2016-03-11  | [ 16 ]              |
| Need for Speed                       | Electronic Arts                        | Ghost Games             | 2016-03-15  | [ 17 ]              |
| ADR1FT                               | 505 Games                              | Three One Zero          | 2016-03-29  | [ 18 ]              |
| Mirror's Edge Catalyst               | Electronic Arts                        | EA Digital Illusions CE | 2016-05-24  | [ 19 ]              |
| Fernbus Simulator                    | Aerosoft GmbH                          | TML-Studios             | 2016-08-25  | [ 20 ]              |